# Í Fløtugerði
Het Í Fløtugerði is een multifunctioneel stadion in Fuglafjørður, een plaats op Eysturoy, een van de eilanden van de Faeröer.
Het stadion werd geopend in 1956 en gerenoveerd in 2008. Er is plaats voor 3.000 toeschouwers, daarvan zijn er een paar honderd zitplaatsen.
Het stadion wordt vooral gebruikt voor voetbalwedstrijden, de voetbalclub ÍF Fuglafjørður maakt gebruik van dit stadion. Í Fløtugerði speelde in dit stadion de finale van de Faeröerse voetbalbeker op 29 september 1985. In die finale speelde GÍ Gøta tegen NSÍ.